# NGC 735
NGC 735 è una galassia a spirale situata nella costellazione del Triangolo, a una distanza di circa 210 milioni di anni luce dalla nostra Via Lattea.

## Scoperta
La galassia è stata scoperta il 13 settembre 1784 dall'astronomo britannico di origine tedesca William Herschel.

## Descrizione
NGC 735 ha una classe di luminosità II e presenta una larga riga a 21 cm dell'idrogeno neutro.
Secondo il database SIMBAD, NGC 735 è una radiogalassia..

## Supernove
Tre supernove sono state scoperte all'interno di NGC 735: SN 1972L, SN 2000dj e SN 2006ei.

### SN 1972L
Questa supernova è stata scoperta il 3 settembre 1972 dall'astronomo statunitense John Huchra. Non è stato possibile stabilire a quale tipo appartenesse la supernova.

### SN 2000dj
Questa supernova è stata scoperta l'8 settembre 2000 da A. B. Aazami e W. D. Li nel corso del programma congiunto LOSS/KAIT (Lick Observatory Supernova Search dell'Osservatorio Lick e The Katzman Automatic Imaging Telescope dell'Università della California - Berkeley. La supernova è stata classificata di tipo II.

### SN 2006ei
Questa supernova è stata scoperta il 21 agosto 2006 da D. R. Madison e W. Li nel corso del programma congiunto LOSS/KAIT (Lick Observatory Supernova Search dell'Osservatorio Lick e The Katzman Automatic Imaging Telescope dell'Università della California - Berkeley. La supernova è stata classificata di tipo Ic.

## Gruppo di NGC 669
NGC 735 fa parte del Gruppo di NGC 669. Questo gruppo comprende più di trenta galassie, di cui 15 sono incluse nel New General Catalogue e 3 nell'Index Catalogue.